# Danh sách đĩa nhạc của Hoàng Oanh
Hoàng Oanh là một nữ ca sĩ tân nhạc Việt Nam, được biết đến qua các ca khúc thuộc dòng nhạc vàng và nhạc tiền chiến. Bà bắt đầu đi hát từ năm 1951, hát cho các ban thiếu nhi lần lượt trên đài phát thanh Pháp Á và đài phát thanh Sài Gòn. Cho đến trước năm 1975, số lượng dĩa hát bà thu lên đến 200 băng đĩa. Sau năm 1975, khi sang hải ngoại, bà đã thu rất nhiều CD và băng VHS cho trung tâm của chính bà. Ngoài ra, bà còn là ca sĩ chủ lực cho hai trung tâm lớn tại hải ngoại, Trung tâm Asia và Trung tâm Thúy Nga. Bên cạnh đó, bà còn sáng tác một số ca khúc.

## Tape

#### Trước năm 1975
- Sóng Nhạc S. N. 751/2099 (1965)
- Tiếng hát Hoàng Oanh (1974)[a]
- Hoàng Oanh 2 - Rừng xưa (1975)

#### Tại hải ngoại
Dưới đây là các băng nhạc do Trung tâm Hoàng Oanh xuất bản.
- Hoàng Oanh 1 (1976)[b]
- Hoàng Oanh 2(1976)[b]
- Hoàng Oanh 3 (1976)
- Băng Thơ Hoàng Oanh 1 - Tiếng xưa (1977)
- Hoàng Oanh 4 (1977-1978)
- Hoàng Oanh 5 - Xuân ly hương (1979)
- Băng thơ Hoàng Oanh 2 - Nước non ngàn dặm ra đi (1979)
- Hoàng Oanh đặc biệt (1981)
- Hoàng Oanh 6 - Dân ca ba miền (1981)
- Băng thơ Hoàng Oanh 3 - Đôi bờ nhớ thương (1981)
- Hoàng Oanh 7 - Buồn trong kỷ niệm (1984)
- Thánh ca 1 - Thánh ca Việt Nam (1984)
- Hoàng Oanh 8 - Ai ra xứ Huế (1985)
- Thánh ca 2 - Ave Maria (1985)
- Băng thơ Hoàng Oanh 4 - Hai sắc hoa Tigôn (1987)
- Hoàng Oanh 9 - Thương người chiến sĩ Việt Nam Cộng Hòa (1987)
- Thánh ca 3 - Giọt lệ trong lời kinh (1987)
- Hoàng Oanh 10 - Tuổi học trò (1988)
- Hoàng Oanh Video 1 - Hai vì sao lạc (1988)
- Băng thơ Hoàng Oanh 5 - Chúng ta mất hết chỉ còn nhau (1989)
- Hoàng Oanh 11 - Về đâu mái tóc người thương (1989)
- Thánh ca 4 - Ca dao Mẹ dịu hiền (1989)
- Hoàng Oanh 12 - Hòn Vọng Phu (1990)
- Hoàng Oanh 13 - Rước xuân về nhà (1991)
- Thánh ca 5 - Chúa là nơi con nương tựa (1992)
- Băng thơ Hoàng Oanh 6 - Thi ca cho người Việt Nam vượt biển, tỵ nạn (1994)
- Hoàng Oanh 14 - Đi trên cỏ non (1994)
- Tao Đàn 2 - Trả ta sông núi (1995)
- Hoàng Oanh 15 - Tình đầu (1999)
- Tao Đàn 1 - Chuyện tình T.T.Kh. (2000)
- Hoàng Oanh Video 2 - Những ngày thơ mộng (2000)
- Thánh ca 6 - Chúa khoan nhân (2000)

## CD & DVD
Dưới đây là danh sách các CD và DVD mà Hoàng Oanh đã trình diễn.
- Những Đồi Hoa Sim (2019)
- Asia CD 394: The Best of Hoàng Oanh - Chuyến Đò Vỹ Tuyến 2 (2018)
- DVD The Best of Hoàng Oanh - Chuyến Đi Về Sáng
- TNCD515: Hoàng Oanh Collection - Sao Chưa Thấy Hồi Âm (2013)
- Asia CD 318: The Best of Hoàng Oanh - Chuyến Đò Vỹ Tuyến (2012)
- Hoàng Oanh Hải Ngoại 18: Mẹ Tôi (2008)
- Hoàng Oanh Hải Ngoại 17: Trả Ta Sông Núi (2008)
- Hoàng Oanh Hải Ngoại 16: Tình Ca Giáng Sinh, với Trung Chỉnh (2006)
- Hoàng Oanh Hải Ngoại 14: Về Đâu Mái Tóc Người Thương, với Trung Chỉnh (2005)
- Hoàng Oanh Souvenir 10: Tình Khúc Song Ca (2004)
- Hoàng Oanh Souvenir 09: Những Bài Tình Ca Cho Mẹ (2004)
- Hoàng Oanh Souvenir 08: Những Bài Tình Ca Quê Hương (2004)
- Hoàng Oanh Souvenir 07: Ông Lái Đò (2004)
- Hoàng Oanh Souvenir 06: Tình Yêu Trả Lại Trăng Sao (2004)
- Hoàng Oanh Souvenir 05: Giọt Lệ Tình (2004)
- Hoàng Oanh Souvenir 04: Ngày Em 20 Tuổi (2004)
- Hoàng Oanh Souvenir 03: Anh Tiền Tuyến, Em Hậu Phương (2004)
- Hoàng Oanh Souvenir 02: Những Bài Tình Ca Xứ Huế (2003)
- Hoàng Oanh Souvenir 01: Những Bài Tình Ca Mùa Xuân (2003)
- Hoàng Oanh Hải Ngoại 13: Tình Khúc Lê Dinh, với Trung Chỉnh (2003)
- Hoàng Oanh Thánh Ca 11: Chúa Khoan Nhân (2000)
- Hoàng Oanh CD015: Tình Đầu (1999)
- Hoàng Oanh CD012: Tình Cha (1996)
- Hoàng Oanh CD011: Thi Ca Cho Người Việt Nam Vượt Biển Tỵ Nạn (1994)
- Hoàng Oanh CD010: Đi Trên Cỏ Non (1994)
- Hoàng Oanh CD009: Chúa Là Nơi Con Nương Tựa (1994)
- Hoàng Oanh CD008: Dân Ca Truyện Cổ 3 Miền (1993)[2]
- Hoàng Oanh CD007: Đêm Đông Chúa Sinh Ra Đời (1992)
- Hoàng Oanh CD006: Cô Lái Đò (1992)
- Hoàng Oanh CD005: Hòn Vọng Phu (1991)
- Hoàng Oanh CD004: Sao Chưa Thấy Hồi Âm (1989)
- Hoành Oanh CD003: Ave Maria (1989)
- Hoàng Oanh CD002: Thương Người Chiến Sĩ (1988)
- Hoàng Oanh CD001: Nhạc Vàng Tuyển Chọn (1988)

## Các tiết mục trình diễn trên sân khấu hải ngoại

#### Trung tâm Asia
| STT | Tiết mục                                                                                              | Thể hiện với                                                                       | Chương trình | Năm  | Tham khảo   |
| --- | --- | ---------------------------------------------------------------------------------- | ------------ | ---- | ----------- |
| 1   | Ngâm thơ                                                                                              | (đơn ca)                                                                           | ASIA 11      | 1996 | [ 3 ] [ 4 ] |
| 2   | Chuyện Một Chiếc Cầu Đã Gãy (Trầm Tử Thiêng)                                                          | (đơn ca)                                                                           | ASIA 11      | 1996 | [ 3 ] [ 4 ] |
| 3   | Một Ngày Việt Nam (Trúc Hồ, Trầm Tử Thiêng)                                                           | Hợp Ca                                                                             | ASIA 11      | 1996 | [ 3 ] [ 4 ] |
| 4   | Chuyến Đò Vĩ Tuyến (Lam Phương)                                                                       | (đơn ca)                                                                           | ASIA 12      | 1996 | [ 3 ] [ 4 ] |
| 5   | Việt Nam Niềm Nhớ (Trúc Hồ, Trầm Tử Thiêng)                                                           | Hợp Ca                                                                             | ASIA 12      | 1996 | [ 3 ] [ 4 ] |
| 6   | Hoa Xuân (Phạm Duy)                                                                                   | (đơn ca)                                                                           | ASIA 13      | 1996 | [ 3 ] [ 4 ] |
| 7   | Liên Khúc Lính: 24 Giờ Phép (Trúc Phương), Một Người Đi (Mai Châu), Sao Không Thấy Anh Về (Duy Khánh) | Duy Khánh                                                                          | ASIA 14      | 1997 | [ 3 ] [ 4 ] |
| 8   | Nửa Đêm Biên Giới (Anh Bằng)                                                                          | (đơn ca)                                                                           | ASIA 15      | 1997 | [ 3 ] [ 4 ] |
| 9   | Trộm Nhìn Nhau (Trầm Tử Thiêng)                                                                       | (đơn ca)                                                                           | ASIA 16      | 1997 | [ 3 ] [ 4 ] |
| 10  | Chuyện Một Đêm (Anh Bằng - Vũ Chương)                                                                 | (đơn ca)                                                                           | ASIA 18      | 1998 | [ 3 ] [ 4 ] |
| 11  | Ngày Trở Về (Phạm Duy)                                                                                | (đơn ca)                                                                           | ASIA 21      | 1998 | [ 3 ] [ 4 ] |
| 12  | Những Con Đường Trắng (Trầm Tử Thiêng - Tô Kiều Ngân)                                                 | (đơn ca)                                                                           | ASIA 23      | 1999 | [ 3 ] [ 4 ] |
| 13  | Tình Đầu Một Thời Áo Trắng (Trầm Tử Thiêng)                                                           | Hợp Ca                                                                             | ASIA 23      | 1999 | [ 3 ] [ 4 ] |
| 14  | Mưa Trên Phố Huế (Minh Kỳ - Tôn Nữ Thụy Khương)                                                       | (đơn ca)                                                                           | ASIA 26      | 1999 | [ 3 ] [ 4 ] |
| 15  | Xin Thời Gian Qua Mau (Lam Phương)                                                                    | (đơn ca)                                                                           | ASIA 27      | 2000 | [ 3 ] [ 4 ] |
| 16  | Hẹn Nhau Năm 2000 (Trúc Hồ, Trầm Tử Thiêng)                                                           | Hợp Ca                                                                             | ASIA 27      | 2000 | [ 3 ] [ 4 ] |
| 17  | Trăng Thanh Bình (Lam Phương)                                                                         | Diệp Thanh Thanh, Gia Huy, Mạnh Đình, Thanh Lan, Thanh Tuyền, Thanh Trúc           | ASIA 29      | 2000 | [ 3 ] [ 4 ] |
| 18  | Anh Đi Chiến Dịch (Phạm Đình Chương)                                                                  | (đơn ca)                                                                           | ASIA 29      | 2000 | [ 3 ] [ 4 ] |
| 19  | Hội Trùng Dương (Phạm Đình Chương)                                                                    | Thanh Tuyền, Thanh Lan                                                             | ASIA 31      | 2000 | [ 3 ] [ 4 ] |
| 20  | Chiều Tây Đô (Lam Phương)                                                                             | (đơn ca)                                                                           | ASIA 32      | 2001 | [ 3 ] [ 4 ] |
| 21  | Ta Hát Tình Thương Về Biển Đông (Trầm Tử Thiêng)                                                      | Lê Uyên, Thanh Lan, Diệp Thanh Thanh, Thanh Trúc, Hoàng Nam, Mạnh Đình, Philip Huy | ASIA 32      | 2001 | [ 3 ] [ 4 ] |
| 22  | Hành Trình Tìm Tự Do (Anh Bằng, Trúc Hồ)                                                              | Hợp Ca                                                                             | ASIA 32      | 2001 | [ 3 ] [ 4 ] |
| 23  | Hoa Trắng Thôi Cài Trên Áo Tím (Huỳnh Anh, thơ Kiên Giang)                                            | (đơn ca)                                                                           | ASIA 33      | 2001 | [ 3 ] [ 4 ] |
| 24  | Liên Khúc Hòn Vọng Phu 1, 2, 3 (Lê Thương)                                                            | Thanh Lan, Duy Quang                                                               | ASIA 34      | 2001 | [ 3 ] [ 4 ] |
| 25  | Từ Tiếng Hát Tiếp Nối (Trầm Tử Thiêng)                                                                | Hợp Ca                                                                             | ASIA 34      | 2001 | [ 3 ] [ 4 ] |
| 26  | Tạ Ơn Cha Mẹ (Anh Bằng)                                                                               | Hợp Ca                                                                             | ASIA 38      | 2002 | [ 3 ] [ 4 ] |
| 27  | Lòng Mẹ (Y Vân)                                                                                       | (đơn ca)                                                                           | ASIA 38      | 2002 | [ 3 ] [ 4 ] |
| 28  | Câu Chuyện Đầu Năm (Hoài An)                                                                          | (đơn ca)                                                                           | ASIA 39      | 2003 | [ 3 ] [ 4 ] |
| 29  | Ly Rượu Mừng (Phạm Đình Chương)                                                                       | Hợp Ca                                                                             | ASIA 39      | 2003 | [ 3 ] [ 4 ] |
| 30  | Chuyến Đi Về Sáng (Mạnh Phát - Trần Thiện Thanh)                                                      | Trung Chỉnh                                                                        | ASIA 50      | 2006 | [ 3 ] [ 4 ] |
| 31  | Anh Không Chết Đâu Anh (Trần Thiện Thanh)                                                             | Hợp Ca                                                                             | ASIA 50      | 2006 | [ 3 ] [ 4 ] |
| 32  | Chuyến Đò Vĩ Tuyến (Lam Phương)                                                                       | (đơn ca)                                                                           | ASIA 65      | 2010 | [ 3 ] [ 4 ] |
| 33  | Những Đóm Mắt Hỏa Châu (Hàn Châu)                                                                     | Trung Chỉnh                                                                        | ASIA 66      | 2010 | [ 3 ] [ 4 ] |
| 34  | LK Mùa Xuân Trên Cao (Trầm Tử Thiêng), Tâm Sự Ngày Xuân (Hoài An)                                     | Trung Chỉnh                                                                        | ASIA 67      | 2010 | [ 3 ] [ 4 ] |
| 35  | Chiều Cuối Tuần (Trúc Phương)                                                                         | (đơn ca)                                                                           | ASIA 68      | 2011 | [ 3 ] [ 4 ] |
| 36  | Việt Nam Quê Hương Ngạo Nghễ (Nguyễn Đức Quang)                                                       | Hợp Ca                                                                             | ASIA 68      | 2011 | [ 3 ] [ 4 ] |
| 37  | LK Nhớ Nhau Hoài, Người Ngoài Phố (Anh Việt Thu - Thiên Hà)                                           | (đơn ca)                                                                           | ASIA 69      | 2012 | [ 3 ] [ 4 ] |
| 38  | Ai Nhớ Chăng Ai (Hoàng Thi Thơ)                                                                       | (đơn ca)                                                                           | ASIA 70      | 2012 | [ 3 ] [ 4 ] |
| 39  | Tiếng Vọng (Thái Sơn)                                                                                 | (đơn ca)                                                                           | ASIA 71      | 2012 | [ 3 ] [ 4 ] |
| 40  | Ơn Cha (Y Vân)                                                                                        | (đơn ca)                                                                           | ASIA 72      | 2013 | [ 3 ] [ 4 ] |
| 41  | Tình Ca Quê Hương (Duy Khánh)                                                                         | Trung Chỉnh                                                                        | ASIA 73      | 2013 | [ 3 ] [ 4 ] |
| 42  | Để Trả Lời Một Câu Hỏi (Trúc Phương)                                                                  | (đơn ca)                                                                           | ASIA 74      | 2014 | [ 3 ] [ 4 ] |
| 43  | Chuyện Tình Lan Và Điệp 1 (Mạc Phong Linh, Mai Thiết Lĩnh)                                            | Trung Chỉnh                                                                        | ASIA 75      | 2014 | [ 3 ] [ 4 ] |
| 44  | Việt Dzũng Trong Trái Tim Việt Nam (Anh Bằng)                                                         | Hợp Ca                                                                             | ASIA 75      | 2014 | [ 3 ] [ 4 ] |
| 45  | Đôi Bóng (Anh Bằng, Lê Dinh)                                                                          | (đơn ca)                                                                           | ASIA 77      | 2015 | [ 3 ] [ 4 ] |
| 46  | Huyền Sử Ca Một Người Mang Tên Quốc (Phạm Duy)                                                        | (đơn ca)                                                                           | ASIA 78      | 2016 | [ 3 ] [ 4 ] |
| 47  | Sầu Lẻ Bóng (Anh Bằng)                                                                                | (đơn ca)                                                                           | ASIA 79      | 2017 | [ 3 ] [ 4 ] |
| 48  | Tâm Tình Gửi Huế (Hoàng Thi Thơ - Tôn Nữ Trà Mi)                                                      | Thanh Thúy                                                                         | ASIA 79      | 2017 | [ 3 ] [ 4 ] |
| 49  | Về Với Cát Bụi (Lê Minh Bằng)                                                                         | Hợp Ca                                                                             | ASIA 79      | 2017 | [ 3 ] [ 4 ] |
| 50  | Nương Chiều (Phạm Duy)                                                                                | (đơn ca)                                                                           | ASIA 80      | 2017 | [ 3 ] [ 4 ] |
| 51  | LK Sắc Hoa Màu Nhớ, Khúc Tình Ca Hàng Hàng Lớp Lớp (Nguyễn Văn Đông)                                  | (đơn ca)                                                                           | ASIA 81      | 2018 | [ 3 ] [ 4 ] |

#### Trung tâm Thúy Nga
| STT | Tiết mục                                                                   | Thể hiện với | Chương trình            | Năm  | Tham khảo   |
| --- | -------------------------------------------------------------------------- | --- | ----------------------- | ---- | ----------- |
| 1   | Tình Yêu Trả Lại Trăng Sao (Lê Dinh)                                       | (đơn ca) | Paris By Night 70       | 2003 | [ 5 ] [ 6 ] |
| 2   | LK Chuyện Chúng Mình (Trúc Phương), Ngày Sau Sẽ Ra Sao (Vân Tùng)          | Trung Chỉnh | Paris By Night 73       | 2004 | [ 5 ] [ 6 ] |
| 3   | Về Đây Anh (Nguyễn Hiền, Nhật Bằng)                                        | (đơn ca) | Paris By Night 74       | 2004 | [ 5 ] [ 6 ] |
| 4   | LK Ai Lên Xứ Hoa Đào, Bài Thơ Hoa Đào (Hoàng Nguyên)                       | Trung Chỉnh | Paris By Night 76       | 2005 | [ 5 ] [ 6 ] |
| 5   | Hương Bình Lưu Luyến (Hồ Kym Thanh)                                        | (đơn ca) | Paris By Night 77       | 2005 | [ 5 ] [ 6 ] |
| 6   | Lời Cảm Ơn (Ngô Thụy Miên, Hạ Đỏ Bích Phượng)                              | Khánh Ly, Lệ Thu, Tuấn Ngọc, Khánh Hà, Như Quỳnh, Minh Tuyết, Bằng Kiều, Thu Phương, Lưu Bích, Nguyễn Hưng, Thủy Tiên, Bảo Hân, Lương Tùng Quang, Thế Sơn, Trần Thái Hòa, Quang Lê, Như Loan, Loan Châu, Tâm Đoan, Hồ Lệ Thu, Vân Quỳnh, Dương Triệu Vũ | Paris By Night 77       | 2005 | [ 5 ] [ 6 ] |
| 7   | Sao Chưa Thấy Hồi Âm (Châu Kỳ)                                             | (đơn ca) | Paris By Night 78       | 2005 | [ 5 ] [ 6 ] |
| 8   | Mong Chờ (Xuân Tiên)                                                       | (đơn ca) | Paris By Night 83       | 2006 | [ 5 ] [ 6 ] |
| 9   | LK Nỗi Buồn Hoa Phượng (Lê Dinh, Thanh Sơn), Lưu Bút Ngày Xanh (Thanh Sơn) | Hương Lan, Như Quỳnh | Paris By Night 83       | 2006 | [ 5 ] [ 6 ] |
| 10  | Về Đâu Mái Tóc Người Thương (Hoài Linh)                                    | Phương Dung | Paris By Night 84       | 2006 | [ 5 ] [ 6 ] |
| 11  | Hạnh Phúc Đầu Xuân (Lê Dinh, Minh Kỳ)                                      | Trung Chỉnh | Paris By Night 85       | 2007 | [ 5 ] [ 6 ] |
| 12  | Xuân Miền Nam (Văn Phụng)                                                  | Khánh Ly, Phương Hồng Quế, Hương Lan | Paris By Night 85       | 2007 | [ 5 ] [ 6 ] |
| 13  | Chiều Tàn (Lam Phương)                                                     | (đơn ca) | Paris By Night 88       | 2007 | [ 5 ] [ 6 ] |
| 14  | LK Mẹ Trùng Dương & Mẹ Việt Nam Ơi (Phạm Duy)                              | Khánh Ly, Khánh Hà, Ý Lan, Họa Mi | Paris By Night 90       | 2007 | [ 5 ] [ 6 ] |
| 15  | Người Yêu Của Lính (Trần Thiện Thanh)                                      | (đơn ca) | Paris By Night 90       | 2007 | [ 5 ] [ 6 ] |
| 16  | Thương Về Xứ Huế (Minh Kỳ, Hoài Linh)                                      | Hà Thanh | Paris By Night 91       | 2008 | [ 5 ] [ 6 ] |
| 17  | Một Người Đi (Mai Châu)                                                    | (đơn ca) | Paris By Night 95       | 2009 | [ 5 ] [ 6 ] |
| 18  | Những Đồi Hoa Sim (Dzũng Chinh, Hữu Loan)                                  | Mai Thiên Vân | Paris By Night 96       | 2009 | [ 5 ] [ 6 ] |
| 19  | Chuyến Tàu Hoàng Hôn (Minh Kỳ, Hoài Linh)                                  | (đơn ca) | Paris By Night 119      | 2016 | [ 5 ] [ 6 ] |
| 20  | Tấm Ảnh Ngày Xưa (Lê Dinh)                                                 | Trung Chỉnh | Paris By Night 121      | 2017 | [ 5 ] [ 6 ] |
| 21  | Mưa Đêm Ngoại Ô (Đỗ Kim Bảng)                                              | Như Quỳnh | Paris By Night 121      | 2017 | [ 5 ] [ 6 ] |
| 22  | LK Lẻ Bóng (Lê Dinh, Anh Bằng), Ai Cho Tôi Tình Yêu (Trúc Phương)          | Như Quỳnh, Phi Nhung, Tâm Đoan, Mai Thiên Vân | Paris By Night 123      | 2017 | [ 5 ] [ 6 ] |
| 23  | Mừng Chúa Ra Đời (Nguyễn Duy)                                              | (đơn ca) | Paris By Night Gloria 3 | 2017 | [ 5 ] [ 6 ] |
| 24  | Hai Sắc Hoa Ti-gôn (Hà Phương, thơ TTKH)                                   | (đơn ca) | Paris By Night 124      | 2018 | [ 5 ] [ 6 ] |
| 25  | Đoạn Tuyệt (Phượng Linh)                                                   | (đơn ca) | Paris By Night 125      | 2018 | [ 5 ] [ 6 ] |
| 26  | Khúc Tình Ca Hàng Hàng Lớp Lớp (Nguyễn Văn Đông)                           | Thanh Tuyền, Giao Linh, Vũ Khanh, Anh Khoa, Ý Lan, Anh Dũng, Don Hồ, Ngọc Anh, Minh Tuyết, Nguyễn Hồng Nhung, Thiên Tôn, Đình Bảo, Hương Thủy, Mai Thiên Vân, Lam Anh, Trần Thái Hòa, Hạ Vy, Khải Đăng, Hà Thanh Xuân, Châu Ngọc Hà | Paris By Night 125      | 2018 | [ 5 ] [ 6 ] |
| 27  | Tàu Đêm Năm Cũ (Trúc Phương)                                               | (đơn ca) | Paris By Night 127      | 2018 | [ 5 ] [ 6 ] |
| 28  | Cánh Buồm Chuyển Bến (Minh Kỳ, Hoài Linh)                                  | Hương Lan | Paris By Night 128      | 2019 | [ 5 ] [ 6 ] |
| 29  | Cuốn Theo Chiều Gió (Anh Việt Thu)                                         | (đơn ca) | Paris By Night 130      | 2020 | [ 5 ] [ 6 ] |
| 30  | Cánh Thiệp Đầu Xuân (Minh Kỳ, Lê Dinh)                                     | (đơn ca) | Paris By Night 131      | 2021 | [ 5 ] [ 6 ] |
| 31  | LK Xuân Này Con Không Về, Mùa Xuân Của Mẹ (Trịnh Lâm Ngân)                 | Giao Linh | Paris By Night 132      | 2022 | [ 5 ] [ 6 ] |
| 32  | Hàn Mặc Tử (Trần Thiện Thanh)                                              | Tâm Đoan | Paris By Night 133      | 2022 | [ 5 ] [ 6 ] |
| 33  | Trả Tôi Về (Mặc Thế Nhân)                                                  | (đơn ca) | Paris By Night 134      | 2023 | [ 5 ] [ 6 ] |
| 34  | Hơn Một Lời Cảm Ơn (Ngô Minh Tài)                                          | Ngọc Anh, Ý Lan, Tuấn Ngọc, Khánh Hà, Bằng Kiều, Minh Tuyết, Trần Thái Hòa, Lam Anh, Đình Bảo, Kỳ Phương Uyên, Nguyễn Hồng Nhung, Ngọc Hạ, Tuấn Phước, Thiên Tôn, Hương Lan, Thanh Tuyền, Phương Hồng Quế, Thanh Hà, Quang Dũng, Trường Vũ, Như Quỳnh, Quang Lê, Thái Châu, Họa Mi, Nguyễn Hưng, Hương Thủy, Băng Tâm, Hoàng Nhung, Hà Thanh Xuân, Trịnh Lam, Phương Yến Linh, Ngọc Ngữ, Châu Ngọc Hà, Tâm Đoan, Mạnh Quỳnh, Phương Loan, Đan Nguyên, Lương Tùng Quang, Như Loan, Hoàng Mỹ An, Như Ý, Lâm Thúy Vân, Myra Trần, Don Hồ | Paris By Night 134      | 2023 | [ 5 ] [ 6 ] |
| 35  | Tạ Từ Trong Đêm (Trần Thiện Thanh)                                         | (đơn ca) | Paris By Night 137      | 2024 | [ 5 ] [ 6 ] |

## Tác phẩm
- Công chúa ngày xưa (Mai Châu - Hoàng Oanh)
- Chuyện một tình yêu (Mai Châu - Hoàng Oanh)
- Ve gọi tiếng hè (Mai Châu - Hoàng Oanh)
- Mưa cao nguyên (Mai Châu - Hoàng Oanh)
- Cánh nhạn đầu xuân (Mai Châu - Hoàng Oanh)

### Mai Châu
- Ánh sao xưa
- Chờ thư em đến
- Còn đêm này nữa
- Màu hoa và sắc áo
- Mặc cảm
- Một người đi
- Một ngày tôi đi qua
- Mưa cao nguyên
- Mưa trên tượng đá
- Người đưa thư
- Phiên gác đầu tiên
- Tan giấc mơ xưa
- Tiễn em qua cầu (Mai Châu - Chiêu Anh)
- Tiếng hát chinh nhân
- Xuân về trên đất mẹ